# Гантсвілл (Теннессі)
Гантсвілл (англ. Huntsville) — місто (англ. town) в США, в окрузі Скотт штату Теннессі. Населення — 1270 осіб (2020).

## Географія
Гантсвілл розташований за координатами 36°24′38″ пн. ш. 84°30′14″ зх. д. / 36.41056° пн. ш. 84.50389° зх. д. (36.410598, -84.503891).  За даними Бюро перепису населення США в 2010 році місто мало площу 10,17 км², уся площа — суходіл.

## Демографія
Згідно з переписом 2010 року, у місті мешкало 1248 осіб у 493 домогосподарствах у складі 263 родин. Густота населення становила 123 особи/км².  Було 547 помешкань (54/км²).
Расовий склад населення:
| - 98,3 % — білих - 0,4 % — корінних американців - 0,1 % — чорних або афроамериканців - 0,1 % — азіатів |

До двох чи більше рас належало 0,6 %. Частка іспаномовних становила 0,6 % від усіх жителів.
За віковим діапазоном населення розподілялося таким чином: 18,7 % — особи молодші 18 років, 60,9 % — особи у віці 18—64 років, 20,4 % — особи у віці 65 років та старші. Медіана віку мешканця становила 43,3 року. На 100 осіб жіночої статі у місті припадало 88,5 чоловіків;  на 100 жінок у віці від 18 років та старших — 87,8 чоловіків також старших 18 років.
Середній дохід на одне домашнє господарство  становив 33 284 долари США (медіана — 19 727), а середній дохід на одну сім'ю — 45 527 доларів (медіана — 34 250). За межею бідності перебувало 28,5 % осіб, у тому числі 42,1 % дітей у віці до 18 років та 30,6 % осіб у віці 65 років та старших.
Цивільне працевлаштоване населення становило 436 осіб. Основні галузі зайнятості: освіта, охорона здоров'я та соціальна допомога — 20,0 %, виробництво — 18,3 %, публічна адміністрація — 17,0 %.